# Dirk Bamberger

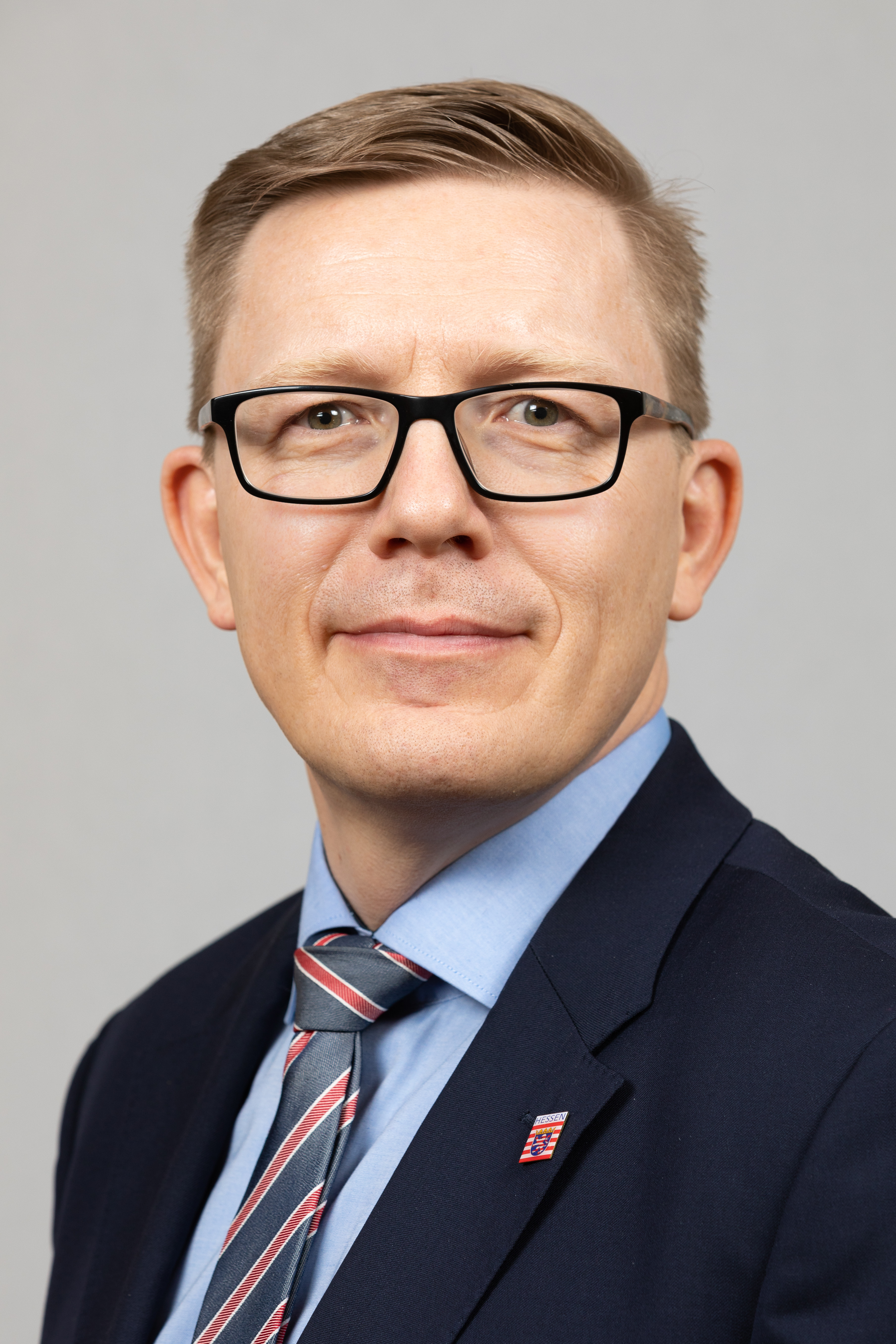
Dirk Bamberger, 2019

Dirk Bamberger  (* 8. Oktober 1972 in Marburg) ist ein deutscher Politiker (CDU) und ist seit 2019 Abgeordneter des Hessischen Landtages.

## Leben
Bamberger war beruflich als Bankkaufmann bei der Sparkasse Marburg-Biedenkopf tätig. Er ist diplomierter Sparkassenbetriebswirt.
Dirk Bamberger wohnt in Marburg, ist verheiratet und hat drei Kinder. Er ist Sohn gehörloser Eltern und engagiert sich ehrenamtlich in der Sozialarbeit für gehörlose Menschen außerhalb formaler Strukturen. Durch seine Initiative wurde 2021 erstmals das Gehörlosengeld in den hessischen Haushalt mit aufgenommen.
Bamberger ist ehrenhalber Alter Herr der Marburger Burschenschaft Arminia.

## Politisches Engagement
Bamberger trat in die CDU ein und war 2014 der Oberbürgermeisterkandidat der Marburger CDU für die Wahl in der Universitätsstadt Marburg. Von 2005 bis 2015 war er Mitglied im Vorstand des CDU-Ortsverbands Marburg-Altstadt und ist seit November 2015 Vorsitzender der CDU Marburg. Im selben Jahr war er der Spitzenkandidat der Marburger CDU für die Kommunalwahl. Seit April 2016 ist er Mitglied der Marburger Stadtverordnetenversammlung.
Bei der Landtagswahl in Hessen 2018 trat er als Direktkandidat der CDU im Wahlkreis 13 (Marburg-Biedenkopf II) an und wurde mit 28,7 % der Erststimmen in den Hessischen Landtag gewählt. Seit Januar 2019 ist er Mitglied des hessischen Landtages. Bei der Landtagswahl 2023 wurde er erneut in den Landtag gewählt. Er ist der Sprecher für Entwicklungspolitik sowie für Sparkassen- und Bankenpolitik seiner Fraktion, sowie Mitglied des Ausschusses für Wirtschaft, Energie, Verkehr und Wohnen sowie des Petitionsausschusses.
2021 stellte er sich für die CDU Marburg zur Wahl des Oberbürgermeisters in der Universitätsstadt Marburg.